# 東勝寺 (成田市)
東勝寺（とうしょうじ）は、千葉県成田市にある真言宗豊山派の寺である。山号は鳴鐘山。義民・佐倉惣五郎の霊が祀られていることから宗吾霊堂（そうごれいどう）と広くよばれる。

## 由緒
開創年代等については不詳であるが、寺伝によれば桓武天皇の勅命により、坂上田村麻呂が創建したという。たびたび火災にあって寺地を転々とし、1662年（寛文2年）澄祐により再興され下方字鐘打に移った。1910年（明治43年）火災により焼失し、1921年（大正10年）現在地に再建された。

## 伽藍等

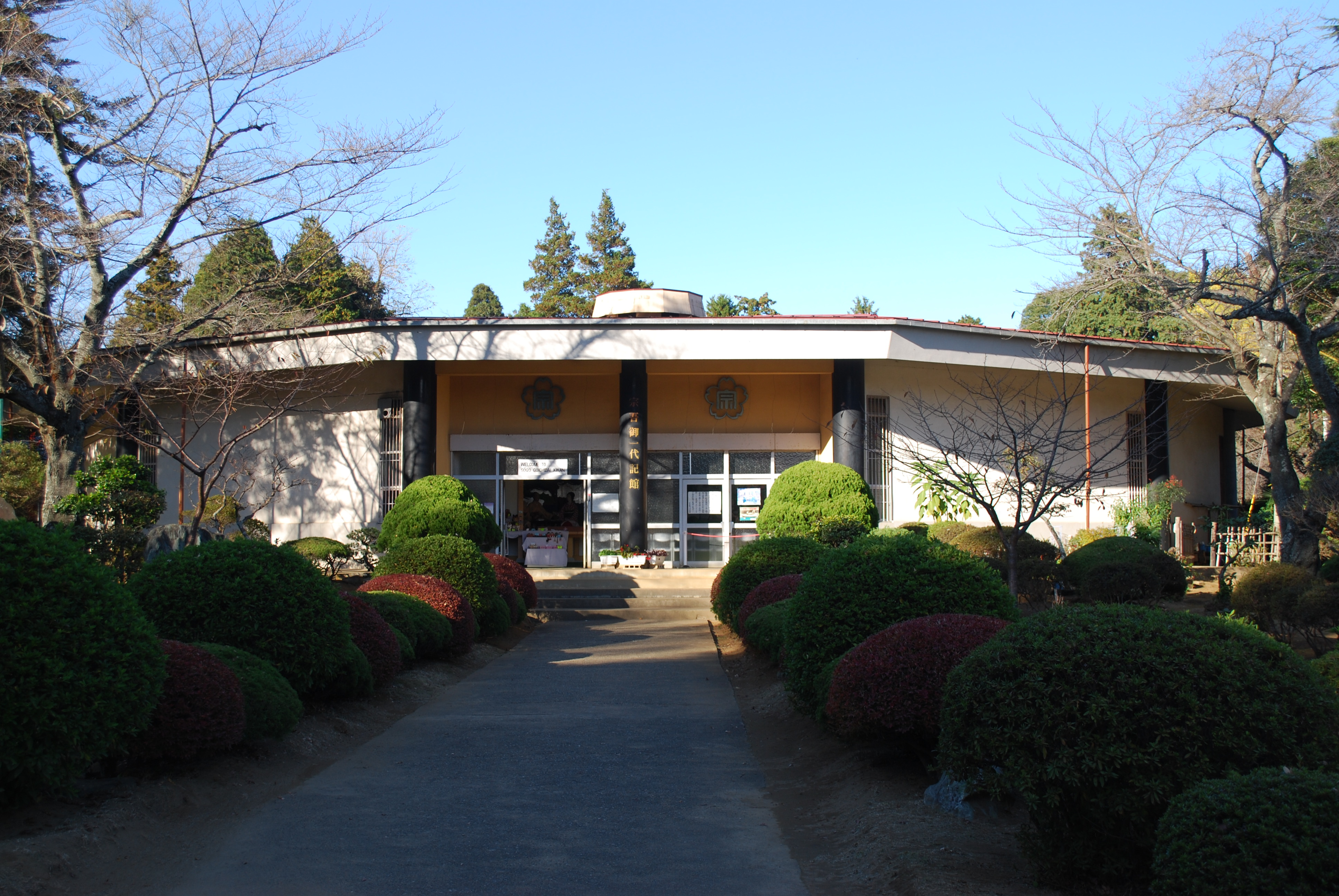
宗吾御一代記館

- 大本堂 ‐ 真言宗の本尊は大日如来だが、ここでは佐倉惣五郎の霊が祀られている。
- 仁王門 ‐ 1978年（昭和53年）完成。
- 薬師堂 ‐ 本尊は薬師瑠璃光如来。
- 聖天堂 ‐ 坂上田村麻呂の持仏と伝わる大聖歓喜天像が祀られている。
- 鐘楼堂
- 宗吾霊宝殿
- 宗吾御一代記館 ‐ 宗吾（佐倉惣五郎）の生涯を、66体の人形を使った立体パノラマで解説。
- 大本坊・旧客殿　など
- 玉垣 - 演目「佐倉義民伝」の大入りの御礼から、歌舞伎役者の寄進が盛んであったことが刻まれた名前からわかる。

## 文化財
- 千葉県指定有形文化財
  - 梵鐘 ‐ 応長元年（1311年）在銘。
- 成田市指定文化財
  - 板石塔婆2基 ‐下総式板碑、康永元年（1342年）在銘。

## 所在地
- 千葉県成田市宗吾1-558
  - 最寄り駅：京成本線宗吾参道駅（東勝寺は成田市だが、宗吾参道駅は印旛郡酒々井町にある）